# Humppakäräjät
Humppakäräjät — второй альбом финской группы Eläkeläiset («Пенсионеры»), исполняющей переложения популярных рок- и поп-песен в манере хумппы. Альбом издан в 1994 году.

## Об альбоме
Humppakäräjät первый альбом группы, выпущенный на Audio CD (первый альбом группы, Joulumanteli, был выпущен в том же 1994 году на компакт-кассетах).
Диск был переиздан в 2006 году и стал включать в себя (помимо самого альбома) также EP Humppalöyly, но из него была исключена композиция Humppanirvana (Nirvana – Smells Like Teen Spirit)

## Список композиций
1. Pöpi (22-Pistepirkko — Birdy) — 1.40
2. Kipin kapin (mä riennän Alkoon) (Led Zeppelin — Living Loving Maid) — 1.38
3. Niilo Yli-Vainio tervasi potkukelkkani jalakset (Ministry — Jesus Built My Hot Rod) — 1.37
4. Musta humppa (Led Zeppelin — Black Dog) — 2.02
5. Kahvipakettihumppa (Нил Янг — Rocking In The Free World) — 2.05
6. Humppanirvana (Nirvana — Smells Like Teen Spirit) — 2.26
7. Humppaukaasi (Queen — We Will Rock You) — 2.01
8. Anarkistijenkka (Sex Pistols — Anarchy in the U.K.) — 2.06
9. Jääkärihumppa (Europe — Final Countdown) — 2.12
10. Humppalaki (Judas Priest — Breaking the Law) — 2.03
11. Olkoon humppa (AC/DC — Let There Be Rock) — 2.36
12. Dementikon keppihumppa (Kiss — I Was Made For Loving You) — 2.56
13. Astuva humppa (Nancy Sinatra — These Boots Are Made For Walking) — 1.55
14. Hullun jenkka (Black Sabbath — Paranoid) — 1.17
15. Mä humppapappa oon (Nazareth — Bad Bad Boy) — 2.27
16. Humpataan ja tanssataan (Led Zeppelin — Rock and Roll) — 2.06
17. Hei ruuna (Hurriganes — Hey Groopie) 1.47
18. Vaivaisen luut (Эдди Кокран — Summertime Blues) — 1.46
19. Poro (Kraftwerk — Robots) — 1.23
20. Humpparitari (Бо Диддли — Roadrunner) — 36.27